# Свентокшиский национальный парк
Свентокшиский национальный парк (пол. Świętokrzyski Park Narodowy) — один из 23 национальных парков в Польше. Находится в Свентокшиских горах в  одноименном воеводстве. Парк располагается в центральной части Свентокшиских гор и включает в себя горную систему Лысогуры с вершиной Лысица (612 метров над уровнем моря), часть горной системы Пасмо-Клоновске, Вильковской и Дембнянской долин и три эксклава — Хелмовую гору, лес Сервис и лесную площадь под названием «Skarpа Zapusta» (с 1996 года).

## История
В 1920 года на территории Хелмовой горы была основана первая природоохранная зона. В 1924 году были основаны два заповедника на горах Лысица и Лысой-Горе. Позднее был основан ещё один отдельный заповедник под названием «Мокрый-Бор» площадью 38,44 гектаров. В 30-х годах XX столетия леса Лысогорских гор назывались «Йодловой пущей имени Стефана Жеромского». В это же время этой пуще было присвоен природоохранный статус Национального парка, администрация которого находилась в Бодзентыне. В долине Чёрные-Воды между Мейской-Горой и Лысицей был создан заповедник «Чёрный-Лес» площадью 26,45 гектаров. В 1950 году все эти природоохранные территории были объединены в единый «Свентокшиский национальный парк», общей площадью 1731 гектаров.
Свентокшиский национальный парк поделён на 8 охранных зон: Хелмовая-Гора, Свенты-Кшиж, Дембно, Ястшемби-Дул, Домброва, Подгуже, Свента-Катажина и Клоны.

## Описание
Характерной чертой Свентокшиского национального парка являются курумы, которые находятся на вершинах гор национального парка. Крупнейшие курумы находятся на Лысой-Гуре и Лысице. На курумах произрастают различные нитчатые водоросли, лишайники, мхи и папоротники.
Некоторые курумы имеют собственные наименования: Бяла-Скалка и Ксенжа-Скалка.
Большую часть возвышенностей национального парка занимают смешанные пихтовые и буковые леса, нижнюю часть занимают смешанные сосново-дубовые леса с примесью пихты, лиственницы, ели и бука.
Через парк проходят туристические маршруты.

## Достопримечательности
- В парке находится 270-летняя пихта белая, достигающая высоты 51 метра. Эта пихта считается самым высоким деревом в Польше;
- На Лысой-Гуре находится Природный музей Свентокшиского национального парка;
- Комплекс бывшего бенедиктинского монастыря с базиликой Святой Троицы.